# Capreolucanus sicardi akitai
Capreolucanus sicardi akitai es una subespecie de coleóptero de la familia Lucanidae.

## Distribución geográfica
Habita en Tailandia.